# Dance4life (organisatie)
Dance4life is een internationale organisatie die samen met jongeren werkt aan een wereld zonder aids. Dance4life geeft seksuele voorlichting, en maakt gebruik van muziek en dans om jongeren te betrekken en inspireren. Bovendien motiveert Dance4life jongeren om zélf in actie te komen en de verspreiding van hiv en aids wereldwijd terug te dringen. Nog steeds raken er dagelijks bijna 6.300 mensen geïnfecteerd met hiv, waarvan de helft jonger is dan 25 jaar.
Het initiatief voor Dance4life kwam in 2003 van Ilco van der Linde en Dennis Karpes en in 2007 is de leiding door Eveline Aendekerk overgenomen. Zij is was tot 2018 directeur van Dance4life.
Dance4life is actief in 24 landen, verspreid over vijf continenten. Lokale non-profitorganisaties implementeren het Dance4life-concept en combineren het met hun eigen programma's. Hierdoor zijn er in totaal tussen 2004 en 2012 al 1,4 miljoen jongeren bereikt en hebben meer dan 550.000 jongeren zich actief ingezet voor een wereld zonder aids.

## Scholenprojecten
Dance4life organiseert wereldwijd scholenprojecten om jongeren bekend te maken met de problematiek van hiv en aids. In Nederland doen jaarlijks zo'n tienduizend middelbare scholieren mee aan het project, waarbij jongeren tijdens de Heart Connection Tour op een interactieve manier geïnformeerd worden over seks, hiv en aids. Het tourteam stimuleert de scholieren om zelf met eigen ideeën en acties aan de slag gaan en geld in te zamelen voor hiv en aidsprojecten in andere landen.
Ter afsluiting van het project is er een groot event, waar alle actieve scholieren bij elkaar komen. Ze dansen niet tegen aids, maar juist ‘voor het leven’ en vieren wat zij tijdens het project hebben bereikt, tegelijk met andere jongeren over de hele wereld.

## Ambassadeurs
Dance4life wordt gesteund door vele politici, geestelijken, artiesten en andere beroemdheden in de hele wereld. Ambassadeurs zijn belangrijk om jongeren te betrekken bij Dance4life en de boodschap over te brengen. In Nederland wordt Dance4life onder anderen gedragen door deze ambassadeurs: Doutzen Kroes, Eva Simons, Headhunterz, Nikkie Plessen, The Partysquad, Barry Paf, Fedde le Grand, Erik Arbores en Toprak Yalçiner.